# John Ford (drammaturgo)
John Ford (Ilsington, 1586 – Devon, 1639 circa) è stato un drammaturgo britannico.

## Vita
Nato verosimilmente a Ilsington (Devon): è noto il suo atto di battesimo avvenuto il 17 aprile 1586. Non si sa molto sull'infanzia e sulla gioventù di Ford. Figlio di un magistrato, anch'egli di nome John Ford, era nipote del giurista John Popham, fratello della madre Elizabeth Popham. Ha frequentato probabilmente le scuole primarie a Londra e successivamente ha studiato giurisprudenza all'Università di Oxford.
Esordì nelle lettere scrivendo componimenti poetici d'occasione e un trattato filosofico (The Line of Life); il talento si manifestò tuttavia quando si dedicò al teatro collaborando con Thomas Dekker, John Webster e William Rowley a varie commedie e drammi, per esempio La strega di Edmonton. Scrisse poi due masques (Il favorito del sole e Fantasie caste e nobili), ma il suo genio si espresse soprattutto nella tragedia. Alcuni dei suoi drammi sono andati perduti, ma quelli rimasti sono sufficienti a fargli dare un posto di rilievo fra i drammaturghi dell'età elisabettiana. I suoi drammi —ambientati spesso in Italia e in Grecia— fanno pensare spesso alla Tragedia greca: nessun uomo può sottrarsi all'inesorabilità del Fato, che si può eventualmente sopportare da forti.
Non è noto con precisione l'anno della morte. Si suppone sia morto verosimilmente all'età di 50 anni.

## Opere

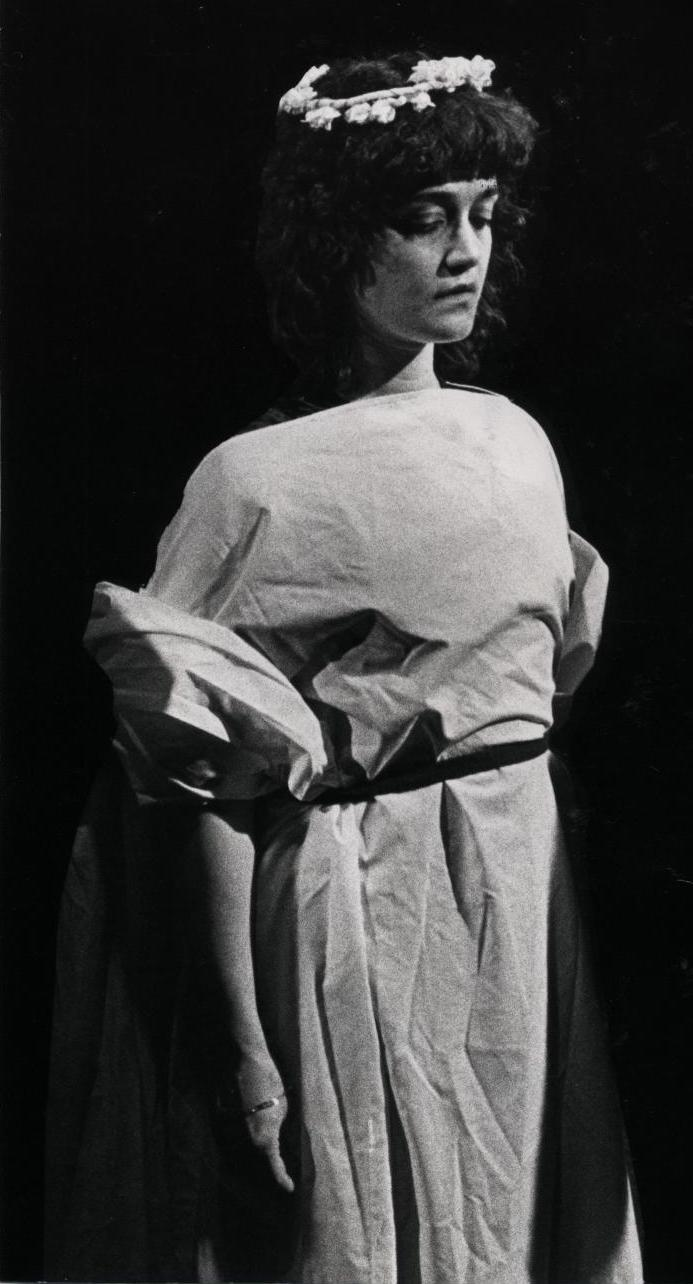
Angelique Rockas, Annabella ('Tis PIty she's a Whore)

- La strega di Edmonton (titolo originale: The Witch of Edmonton); in collaborazione con Thomas Dekker e William Rowley; prima rappresentazione: 1621; stampato nel 1658
- Il favorito del sole, (titolo originale: The Sun's Darling);  prima rappresentazione: 3 marzo 1624; revisioni: 1638-1639; stampato nel 1656
- Malinconia d'amanti (titolo originale: The Lover's Melancholy); in collaborazione con Thomas Dekker; prima rappresentazione: 24 novembre 1628; stampato nel 1629; ispirato al trattato di Robert Burton "L'anatomia della malinconia"
- Il cuore infranto (titolo originale: The Broken Heart); composto fra il 1625 e il 1633; stampato nel 1633; si svolge a Sparta
- Sacrificio d'amore (titolo originale: Love's Sacrifice); composto probabilmente nel 1632; stampato nel 1633; si svolge a Pavia
- Peccato che sia una sgualdrina (titolo originale: 'Tis Pity She's a Whore); composto probabilmente fra il 1629 e il 1633; stampato nel 1633; è considerato il capolavoro di Ford: l'argomento è l'amore incestuoso di Annabella e Giovanni, due fratelli
- Perkin Warbeck, un dramma storico composto probabilmente in collaborazione con Thomas Dekker fra il 1629 e il 1634; stampato nel 1634
- Fantasie caste e nobili (titolo originale: The Fancies Chaste and Noble); composte probabilmente fra il 1635 e il 1638
- The Lady's Trial; prima rappresentazione: 3 maggio 1638; stampato nel 1639